# 相模原市立青和学園
相模原市立青和学園（さがみはらしりつ せいわがくえん）は、神奈川県相模原市緑区青野原にある公立の義務教育学校。

## 概要
相模原市立青野原小学校、相模原市立青根小学校、相模原市立青野原中学校、相模原市立青根中学校の4校の小中学校を統合し、2020年4月に開校した。校舎は旧青野原小中学校のものを使用している。

## 沿革
- 2020年（令和2年）
  - 4月1日 - 相模原市内初の義務教育学校として開校。
  - 4月6日 - 青和学園開校式（開校宣言）と最初の始業式及び第1回入学式挙行。最初の新入生は、新1年生8名と、青根・青野原の両小学校を卒業した新中学1年生相当の7年生10名。この新入生を含め、第1期生は79名[3]。
  - 11月14日 - 開校記念式典挙行[4]。
- 2021年（令和3年）3月11日 - 第1回卒業式挙行[5]。最初の卒業生は、9年生（中学3年生相当）の13名[6]。

## 通学区域
- 相模原市緑区[7]
  - 青根（全域）
  - 青野原（全域）
  - 寸沢嵐（2336番地～2467番地）

## 周辺
- 国道413号
- 相模原市立青野原保育園 - 進学前保育園
- 東野自治会館

## アクセス
- 神奈川中央交通バス「三55」系統・「三56」系統で、「青和学園前」バス停下車。